# 마곡중학교
마곡중학교(麻谷中學校)는 대한민국 서울특별시 강서구 마곡동에 있는 공립 중학교이다.

## 학교 연혁
- 2015년 3월 1일 : 초대 김영훈 교장, 최희경 교감 취임
- 2015년 3월 2일 :  입학식 및 시업식 (13개 학급, 학습도움반 1)
- 2015년 5월 22일 : 서울형 혁신학교 마곡중학교 개교식
- 2016년 2월 5일 : 제1회 졸업식 (2학급 42명)
- 2021년 9월 1일 : 제3대 김광석 교장 취임
- 2023년 2월 6일 : 제8회 졸업식(8학급 231명)
- 2023년 3월 2일 : 제9회 입학식(8학급 199명)

## 참고 자료
- 마곡중학교 - 한국교육학술정보원 학교알리미